# Lány u Dašic
Lány u Dašic är en ort i Tjeckien.   Den ligger i regionen Pardubice, i den centrala delen av landet, 100 km öster om huvudstaden Prag. Lány u Dašic ligger 225 meter över havet och antalet invånare är 135.
Terrängen runt Lány u Dašic är platt.Runt Lány u Dašic är det ganska tätbefolkat, med 104 invånare per kvadratkilometer. Närmaste större samhälle är Hradec Králové, 18,8 km norr om Lány u Dašic. Trakten runt Lány u Dašic består till största delen av jordbruksmark.